# Syntomernus
Syntomernus (лат.) — род паразитических наездников из семейства Braconidae.

## Распространение
Палеарктика.

## Описание
Мелкие бракониды. От близких родов отличается несколькими признаками. Голова поперечная, ширина (вид сверху) в 1,7-2,1 раза больше длины посередине, поперечный диаметр глаза в 1,7-3,0 раза длиннее виска. Наличник без или со слабым дорсальным валиком, клипеальная борозда отсутствует, дорсальный клипеальный край острый или сглаженный. Темя без средне-продольной борозды. Шов щеки отсутствует или слабо вдавлен. Задние края глаза и виски (вид сбоку) более или менее расширены книзу. Дорсальная сторона скапуса усика (вид сбоку) длиннее брюшной. Усики с удлиненными члениками, первый жгутик в 2-4 раза длиннее его апикальной ширины, средний и предпоследний жгутики в 1,7-2,5 раза длиннее своей ширины. В переднем крыле угол между жилками C+SC+R и 1-SR около 50-70 градусов. Маргинальная ячейка переднего крыла не укорочена, в 7-24 раза больше расстояния от его вершины до вершины крыла. Жилка SR1 отчетливо удлиненная. Жилка 3-SR равна 0,22-0,42 × длины жилки SR1. Жилка 1-SR+M более или менее изогнута вперед. Заднее крыло в основании с равномерно щетинистой мембраной. Жилка 2-1А заднего крыла отсутствует или очень короткая.
Паразитоиды насекомых. Представители видовой группы S. asphondyliae нападают на мелких комаров-галлиц из семейства Cecidomyiidae, вид Syntomernus shoreatus использует личинок насекомых, живущих внутри плодов диптерокарпуса, представители Ficobracon были выведены из сикония инжира, а про вид Syntomernus kashmirensis известно, что он является фитофагом тканей сикония инжира.

## Систематика
Род был впервые выделен в 1920 году немецким энтомологом Гюнтером Эндерляйном (1872—1968). Включает видовую группу Bracon asphondyliae species group и членов бывшего рода Ficobracon, синонимизированного с Syntomernus. Главный признак, отделяющий Syntomernus от рода Bracon это наличие переднебоковых областей на третьем тергите метасомы.
- S. asphondyliae (Watanabe, 1940)
- S. brusi (van Achterberg & Weiblen, 2000)
  - = Ficobracon brusi van Achterberg & Weiblen, 2000[5]
- S. codonatus (Huang & van Achterberg, 2013)
- S. flavus Samartsev & Ku, 2020
- S. kashmirensis (Maqbool, Akbar & Wachkoo, 2018)
- S. pusillus Enderlein, 1920
- S. rhiknosus (Huang & van Achterberg, 2013)
- S. scabrosus Samartsev & Ku, 2020
- S. shoreatus van Achterberg & Ng, 2009
- S. sunosei (Maeto, 1991)
  - = Bracon flaccus Papp, 1996
- S. tamabae (Maeto, 1991)